# Brachtpe
Die Brachtpe ist ein 10,5 km langer Zufluss des Biggesees und damit ein orografisch linker Nebenfluss der Bigge im nordrhein-westfälischen Kreis Olpe, Deutschland.

## Name
Der Name ist eine Kompositum mit dem Hydronym -apa und dem altsächsischen Wort braht für 'Lärm, Getöse' als Bestimmungswort.

## Geographie

### Verlauf
Die Brachtpe entspringt unmittelbar östlich von Hähnen im Oberbergischen Kreis. Die Quelle liegt auf einer Höhe von 435 m ü. NN in einem kleinen künstlichen Teich. 
Nach Osten abfließend erreicht die Brachtpe nach ca. 500 Metern den Kreis Olpe. Hier fließt sie an Husten vorbei nach Iseringhausen. Etwa einen Kilometer östlich der Ortschaft wendet sich der Bach nach Nordosten, fließt östlich an Fohrt und westlich an dem Ort Brachtpe vorbei nach Berlinghausen. Unterhalb der Ortschaft mündet die Rose, bevor der Bach auf 307 m ü. NN in die Biggetalsperre mündet. Bei einem Höhenunterschied von 128 Metern beträgt das mittlere Sohlgefälle zwischen Quelle und Mündung 12,2 ‰.

### Einzugsgebiet
Das 49,398 km² große Einzugsgebiet umfasst weite Teile der Stadt Drolshagen und wird über Bigge, Lenne, Ruhr und Rhein zur Nordsee hin entwässert.

### Zuflüsse
Wichtigster Nebenfluss der Brachtpe ist die Rose mit einer Länge von 8,1 km. Mit einem 26,241 km² großen Einzugsgebiet trägt die Rose zu etwa 50 % zu dem Einzugsgebiet der Brachtpe bei. Im Folgenden werden die Nebenflüsse der Brachtpe genannt, die im Gewässerverzeichnis verzeichnet sind.
| Name                | Position [km] | Lage   | Länge [km] | Einzugsgebiet [km²] | Mündungshöhe [m. ü. NN] | DGKZ       |
| ------------------- | ------------- | ------ | ---------- | ------------------- | ----------------------- | ---------- |
| N.N.                | 9,156         | rechts | 1,2        |                     | 388                     | 276644 112 |
| N.N.                | 8,027         | links  | 1,8        |                     | 367                     | 276644 12  |
| N.N.                | 7,744         | rechts | 1,4        |                     | 363                     | 276644 14  |
| Ellmickebach        | 6,985         | links  | 1,3        |                     | 355                     | 276644 152 |
| Steupinger Bach     | 6,349         | links  | 2,2        |                     | 348                     | 276644 154 |
| Iser                | 6,026         | rechts | 2,2        |                     | 346                     | 276644 16  |
| N.N.                | 5,518         | links  | 1,0        |                     | 342                     | 276644 172 |
| N.N.                | 5,021         | rechts | 1,3        |                     | 338                     | 276644 174 |
| Kurmicke            | 4,468         | links  | 2,4        |                     | 333                     | 276644 176 |
| N.N.                | 4,131         | rechts | 1,0        |                     | 331                     | 276644 18  |
| Schmalemecke        | 2,739         | links  | 1,7        |                     | 322                     | 276644 192 |
| Rose                | 1,857         | links  | 8,1        | 26,241              | 316                     | 276644 2   |
| Öhringhauser Siepen | 0,621         | links  | 1,7        |                     | 309                     | 276644 92  |
| Frenkhauser Siepen  | −0,611        | links  | 1,5        |                     | 307                     | 276644 94  |

Hinweis: Das Frenkhauser Siepen mündet in die Biggetalsperre. Vor dem Bau der Talsperre mündete der Bach in die Brachtpe.